# Natale a casa Deejay (album)
Natale a casa Deejay è una compilation dell'emittente radiofonica Radio Deejay pubblicata il 9 dicembre 2014 in occasione del decimo anniversario dell'uscita dell'omonimo film.
Contiene diversi brani natalizi scelti dai DJ dell'emittente, tra cui l'inedito Natale con Deejay di Max Pezzali, scritto da quest'ultimo per l'occasione.

## Tracce
1. Max Pezzali – Natale con Deejay – 3:18
2. Indy Stinty – Comunque auguri (feat. J-Ax & Marco Mengoni) – 3:38
3. Deejay All Stars – A te (feat. Jovanotti) – 4:12
4. Deejay All Stars – Regalami un DJ (feat. Fabri Fibra, J-Ax, Alessandra Amoroso & Marracash) – 4:11
5. Elio e le Storie Tese – Natale allo zenzero – 4:22
6. Il complesso misterioso – Christmas with the Yours – 3:47
7. Irene Grandi & Free Climbers – Babbo Baby – 3:13
8. Elio e le Storie Tese – Presepio imminente – 4:20
9. Elio e le Storie Tese – Baffo Natale (feat. Jovanotti) – 4:29
10. Deejay All Stars – Tutti pazzi per Merry Xmas – 3:41
11. Elio e le Storie Tese – Babbo Natale 2000 (Caro 2000) – 4:07
12. Mario, Laura, Tiziano, Giorgia – Massena Xmas Party – 3:14
13. Gringo Boys – Xmas 2010 – 3:32
14. Deejay All Stars – Fossi Christmas (Fossi figo) – 4:52
15. Il complesso misterioso – Oh Happy Day (feat. Linus) – 3:58

## Classifiche
| Classifica (2014)    | Posizione massima |
| -------------------- | ----------------- |
| Italia (compilation) | 1                 |